# Puiggròs
Puiggròs è un comune spagnolo di 269 abitanti situato nella comunità autonoma della Catalogna.